# آداما (اتیوپی)
آداما (به لاتین: Adama) یک شهر در اتیوپی است که مرکز منطقه اورومیا محسوب میشود. آداما ۳۲۴٬۰۰۰ نفر جمعیت دارد و ۱٬۷۱۲ متر بالاتر از سطح دریا واقع شده‌است.

## خواهرخوانده
شهر سیواس خواهرخواندهٔ آداما هست.